# Baureihe E 10
Baureihe E 10 – lokomotywa elektryczna produkowana w latach 1962-1968 dla kolei zachodnioniemieckich. Wyprodukowano 28 lokomotyw. Elektrowozy zostały wyprodukowane do prowadzenia pociągów pasażerskich na zelektryfikowanych liniach kolejowych przy prędkości maksymalnej 160 kilometrów na godzinę. Pierwsze cztery lokomotywy zostały wyprodukowane w 1962 roku przez zakłady Henschel zlokalizowane w miejscowości Kassel. Elektrowozy były eksploatowane do prowadzenia międzynarodowych pociągów ekspresowych Trans-Europ-Express. Zostały pomalowane na charakterystyczny kolor beżowy i czerwony. Jedna lokomotywa jest zachowana jako czynny eksponat zabytkowy.